# Torneo masculino de béisbol en los Juegos Panamericanos de 1987
El béisbol en los Juegos Panamericanos de 1987 estuvo compuesto por un único evento masculino, se disputó por segunda vez en Estados Unidos en la ciudad de Indianapolis.El torneo entregó dos cupos a los Juegos Olímpicos de Seúl 1988 obtenidos por Cuba y Estados Unidos que disputaron la final del torneo el 22 de agosto. La selección de Cuba llegó a 37 victorias en línea en el torneo hasta caer ante Estados Unidos 6-4 en el quinto juego de la primera ronda.

## Equipos participantes
- Antillas Neerlandesas
- Aruba
- Canadá(CAN)
- Cuba(CUB)
- Estados Unidos(USA)
- Nicaragua(NCA)
- Puerto Rico(PUR)
- Venezuela(VEN)

## Primera ronda
| Posición | Selección             | Ganados | Perdidos | CA | CP |
| -------- | --------------------- | ------- | -------- | -- | -- |
| 1        | Estados Unidos        | 7       | 0        | 81 | 20 |
| 2        | Cuba                  | 6       | 1        | 75 | 15 |
| 3        | Puerto Rico           | 5       | 2        | 51 | 21 |
| 4        | Canadá                | 4       | 3        | 61 | 55 |
| 5        | Nicaragua             | 3       | 4        | 34 | 58 |
| 6        | Venezuela             | 1       | 6        | 39 | 64 |
| 7        | Aruba                 | 1       | 6        |    |    |
| 8        | Antillas Neerlandesas | 1       | 6        |    |    |

|  |                             |
|  | Clasificados a semifinales. |

## Fase final
La semifinal fue disputada de la siguiente manera: 1° vs. 4° y 2° vs. 3° según las posiciones de la primera ronda.
|  | Semifinal      | Semifinal      | Semifinal      |                |      | Final | Final | Final |  |             | Partido por el tercer puesto | Partido por el tercer puesto | Partido por el tercer puesto |  |
|  |                |                |                |                |      |       |       |       |  |             |                              |                              |                              |  |
|  |                |                |                |                |      |       |       |       |  |             |                              |                              |                              |  |
|  | Estados Unidos | Estados Unidos | 7              |                |      |       |       |       |  |             |                              |                              |                              |  |
|  | Estados Unidos | Estados Unidos | 7              |                |      |       |       |       |  |             |                              |                              |                              |  |
|  | Canadá         | Canadá         | 6              |                |      |       |       |       |  |             |                              |                              |                              |  |
|  | Canadá         | Canadá         | 6              |                | Cuba | Cuba  | 13    |       |  |             |                              |                              |                              |  |
|  |                |                |                |                | Cuba | Cuba  | 13    |       |  |             |                              |                              |                              |  |
|  |                |                | Estados Unidos | Estados Unidos | 9    |       |       |       |  |             |                              |                              |                              |  |
|  | Cuba           | Cuba           | Estados Unidos | Estados Unidos | 9    | 6     |       |       |  |             |                              |                              |                              |  |
|  | Cuba           | Cuba           |                |                |      |       |       |       |  |             |                              |                              |                              |  |
|  | Puerto Rico    | Puerto Rico    | 5              |                |      |       |       |       |  |             |                              |                              |                              |  |
|  | Puerto Rico    | Puerto Rico    | 5              |                |      |       |       |       |  | Puerto Rico | Puerto Rico                  | 12                           |                              |  |
|  |                |                |                |                |      |       |       |       |  | Puerto Rico | Puerto Rico                  | 12                           |                              |  |
|  |                |                | Canadá         | Canadá         | 2    |       |       |       |  |             |                              |                              |                              |  |
|  |                |                | Canadá         | Canadá         | 2    |       |       |       |  |             |                              |                              |                              |  |
|  |                |                |                |                |      |       |       |       |  |             |                              |                              |                              |  |
|  |                |                |                |                |      |       |       |       |  |             |                              |                              |                              |  |
|  |                |                |                |                |      |       |       |       |  |             |                              |                              |                              |  |
|  |                |                |                |                |      |       |       |       |  |             |                              |                              |                              |  |
|  |                |                |                |                |      |       |       |       |  |             |                              |                              |                              |  |
|  |                |                |                |                |      |       |       |       |  |             |                              |                              |                              |  |
|  |                |                |                |                |      |       |       |       |  |             |                              |                              |                              |  |
|  |                |                |                |                |      |       |       |       |  |             |                              |                              |                              |  |
|  |                |                |                |                |      |       |       |       |  |             |                              |                              |                              |  |
|  |                |                |                |                |      |       |       |       |  |             |                              |                              |                              |  |